# Света Троица (Роглево)
„Света Троица“ (на сръбски: Храм Свете Тројице) е възрожденска православна църква в неготинското село Роглево, североизточната част на Сърбия. Част е от Тимошката епархия на Сръбската православна църква.

## Местоположение
Църквата е построена в източния край на селото.

## История
Село Роглево се споменава в преброяванията на Видинския санджак още от XVI век. Подобно на околните села от тридесетте години на XIX век в Роглево съществува дървена църква, покрита с кал и глина и тръстиков покрив, посветена на Свети пророк Илия. Тази църква действа до 1870 година, когато е започнат строежът на днешната „Света Троица“. Църквата е строена от жителите на трите околни села от 1870 до 1873 година. Според метода и времето на изграждане се предполага, че е дело на строителната тайфа на майстор Петър Николов, чието дело са и църквите „Възнесение Господне“ в Раяц (1870), „Света Троица“ в Мокране (1872) и „Св. св. Петър и Павел“ в Кобишница (1874). Четирите сгради имат еднаква архитектурна концепция с малки разлики.
Храмът е осветен в 1881 година.

## Архитектура

### Екстериор
Църквата е еднокорабна триконхална сграда. Със своята хармонична монументалност, балансирано разпределение на масите и симетрия църквата принадлежи към най-добрите постижения на този южен архитектурен тип.
На западната фасада храмът има правоъгълен певник, от южната и северната страна на централната част на наоса има издадени правоъгълни ризалити, съобразени с притвора, а от източната страна на храма е оформена петстранна апсида. Църквата е построена без камбанария. Зидана е с правилни каменни блокове, с видими хоросанови спойки. Покривът е двускатен и покрит с керемиди, а над певницата и олтарната апсида е многоскатен. Освен главния вход от запад, църквата има и странични входове от северната и южната страна. Фасадните повърхности са разчленени с ъглови лезени, первазите на отворите и с подпокривен венец, под който е разположен фриз от слепи арки.
Между западния портал и масивния правоъгълен притвор от една страна и масивната олтарна апсида, на южната и северната фасада, симетрично са разположени украсени портали, странично фланкирани от еднокомпонентни засводени прозорци. Западната фасада е подчертана с използването на архитектурна пластика. Фасадата е правоъгълно поле, продължено от трапецовиден фронтон с профилиран покривен корниз и фриз от слепи аркади. Фасадата е разделена на три сегмента – централният е декориран портал, над който е разположена плитка правоъгълна едикула, очертана от двойка масивни колони. Хоризонтално фасадата е разделена с цокъл и кордонен венец. Отляво и отдясно над портала, под покривния корниз и в равнината на едикулата са разположени аркови едноделни прозорци, увенчани с резбована рамка. Страничните сегменти на фасадата са завършени с ъглови лезени, а в центъра са поставени единични прозорци, същите като тези на централното фасадно пано с портала. Притворът е отделен от наоса на храма с ширината си, която е равна на тази на трансепта. Западният портал е с правоъгълна форма с вписана полукръгла двукрила врата.
Рамката на портала е подчертана чрез многостепенно профилиране. Капителите на четвъртите колони са без украса. Полето над входа е украсено с геометрични фигури. Проста правоъгълна едикула над входа е очертана от чифт пиластри и композитен тимпан. В централното поле е изписана във фрескова техника фигура на светец, която е силно повредена. Северната и южната странична фасада се определят предимно от нартекса и певниците, между които е централната стена. В средата са разположени портали с правоъгълна едикула, които следват конструкцията и концепцията на този на западната фасада. Те също имат изображения на светци, изпълнени във фрескова техника, които днес са почти неузнаваеми. Хоризонтално фасадата е разчленена от цокъл и кордонен корниз и е завършена с равен фриз от слепи аркади и профилиран покривен корниз. Страничните фасади също съдържат четири прозоречни отвора, два от които са отстрани на централния портал и по един на пространството на певниците и нартекса. Олтарната апсида е петстранна, съставена от ъглови лезени, достигащи до покривния корниз, оформящи правоъгълни полета, завършени с фриз от слепи аркади. Трите централни страни на апсидата са с едноделни сводести прозорци в резбована профилирана рамка. Преходът между олтара и апсидата на певника е подчертан от ъглов пиластър. Покривът над апсидата е керемиден и сегментиран, за да следва страните му, и завършва с кръст.

### Интериор
Вътрешното пространство следва външното оформление. Певниците са полукръгли, а олтарната апсида е петстранна. Наосът е разделен от двойки плитки пиластри, свързани помежду си с арки на четири полета, и е засводен с полукръгъл свод. От северния кораб на нартекса се излиза нагоре към галерията над входното пространство. Тя лежи върху стенната маса на притвора и е спусната над първата половина на западния траверс на наоса. Оградата на галерията е дефинирана от вълнообразна линия и лежи върху аркада, образувана от арки и шест колони. Този тип галерия е типичен за църквите в Южна Сърбия. Олтарното пространство е просторно, с олтар върху каменен стълб. Върху честната трапеза е разположена дарохранителница между чифт волути, увенчана с кръста на Разпятието и медальони с Богородица и Свети Йоан.
Покрай северната и южната стена на наоса са разположени стасидии с барокови форми. На южната стена на наоса в зоната на солея са епископският и владетелският трон, поставени върху тристепенен пиедестал с герба на Княжество Сърбия върху хермелинова мантия. Над архиерейския трон има икона с изображение на Свети Сава Сръбски и епископски жезъл, пресечен с кръст, над който има митра. Над владетелския трон има икона с изображение на светия крал и над герба на Княжеството има изкривена сабя, пресечена с владетелски жезъл, над които има корона. Певното пространство е с полукръгла форма. Стените му са покрити с парапетни панели, съставени от правоъгълни полета, със стасидии. Подът на църквата е настилан с тухли, а амвонът е поставен върху солежа. Пространството на наоса се осветява от осем прозореца на страничните фасади. Пред иконостаса има четири свещника от ковано желязо.

## Живопис
Около 1874 година иконостасът и стенописите са изписани от дебърските майстори Нестор Траянов и Пане Гюрчинов. Дебрани, които изписват още „Възнесение Господне“ в Раяц (1870), „Света Троица“ в Мокране (1872) и „Св. св. Петър и Павел“ в Кобишница (1874), влизат в конфликт с епископ Евгений Тимошки, който остро осъжда живописта им, като не отговоряща на модерния вкус. Дебърските майстори пък го обвиняват пред населението, че иска да ги покатоличи и да остави „швабите“ да рисуват икони по църквите. Дебърските майстори носят в североизточна Сърбия левантинската барокова иконописна традиция и програмното разбиране на православния иконостас като отворена структура.

### Стенописи
Стенописната програма е близка с тази в църквата в Кобишница. В полукалотата на апсидата е изобразена Света Богородица Ширшая небес на трон от облаци, с херувими и детето Христос в скута си, като небесна царица в слава, със скиптър в ръка. Христос в скута на Богородица благославя, с мундус в другата ръка. Вдясно от Богородица върху облаците е изобразен архангел със свитък, до когото е пророк Соломон, а вляво е друг архангел с пророк Давид. В правоъгълните полета между прозорците са изобразени отците на църквата и литургистите: Свети Николай Мирликийски, Свети Григорий Богослов, Свети Йоан Златоуст, Свети Василий Велики и Свети Спиридон и Свети първомъченик и архидякон Стефан. В нишата на проскомидията е изписан Христос от Евхаристията, благославящ с две ръце. На свода на арката са изобразени пророци, а на самата арка е Благовещението. На свода над солеята в наоса е изобразена Светата Троица в обичайната композиция, разположена пирамидално около син мундус. Встрани от тях в правоъгълни полета са представени символичните олицетворения на евангелистите: Свети Йоан със Свети Лука и Свети Матей със Свети Марк. Във втория травей Христос Вседържител е изобразен в кръгъл медальон, отстрани на него са композициите на Рождество Христово, а срещу него е композицията на Възкресение. В третото поле в кръгъл медальон е изобразена крилата допоясна фигура на Йоан Предтеча кефалофор. Вдясно от него е композицията Кръщение Христово, а вляво Преображение Христово. Четвъртият травей съдържа фигурата на Свети Архангел Михаил, изобразен в кръгъл медальон, а отстрани са изображенията на Възкресение Лазарево и Влизането в Йерусалим. В южния певник са изобразени Свети Сава Сръбски и Свети архиепископ Арсений Сръбски, а в калота над тях е благославящ Христос върху облак. Върху пиластрите на южната стена са изобразени Свети великомъченик Димитрий, Свети Теодор Тирон, Свети Меркурий и Свети Антоний Велики, а върху стенното платно под сцената на Кръщението Христово има изображение на Светите славянски просветители Кирил и Методий, над които Христос Емануил на облаците ги благославя. Тази композиция е разположена над вратите на южния портал. В северния певник са изобразени Свети Симеон Мироточиви и Свети Йоаникий Сръбски, над които в триъгълник е Всевиждащото око Господне. Върху пиластрите на северната стена на наоса са изобразени: Свети Прокопий, Свети великомъченик Георги, Свети Трифон и Свети Мина, а върху стенното платно между два пиластъра на третия кораб, под сцената Преображение Христово и над северния портал са изобразени св. апостоли Петър и Павел, над които е Христос в облаците. В пространството на галерията, над нартекса, разбиран като женска църква в православния храм, са показани една срещу друга по две 15 светици. В южната част на свода са изобразени Света Теодора и Света Петка, а в северната част са изобразени Света Марина и Света Екатерина. Повърхностите на стените, които не са обхванати от стенописната програма, са боядисани, а на височината на портала, над стадиона, стените са украсени с мрамор.

### Иконостас
Иконостасът е изписан около 1874 година, когато е направена и живописта. Той е оформен под влиянието на класицизма и неговия декоративен репертоар, изразен от колони от коринтски капители, дърворезба, изпълнена под формата на симетрична флорална украса, вази с цветя и мрамор и позлатяването като основна декоративна техника. Мястото на иконата в тази структура е съобразено с вида на самата преграда, тя става по-голяма в празничната зона на иконостаса, като почти се изравнява с реда от престолни икони, а издължената правоъгълна форма придобива дъгообразен завършек. Иконите са разположени в три зони, парапетите са мраморизирани. Коринтските колони, носещи архитравна греда, украсени с класическа поредица от триглифи, са рамката за редица тронни икони. Той започва с изпълнението на Света Троица, на която е посветен храмът. На дверите на проскомидията е изобразен Свети Архангел Михаил. Следва иконата на Богородица небесна царица с корона и с бебето Христос на ръце. На царските двери е изобразена обичайната композиция на Благовещението. На престолната икона Христос е изобразен като Вседържител, който благославя. На дверите на дяконикона традиционно е изобразен Свети архидякон Стефан в овален медальон и с кадилница в ръка. Редът от престолни икони завършва с иконата на Свети Йоан Предтеча, изобразен като крилат кефалофор.
Втората зона на иконостаса е оформена в съответствие с най-важните църковни празници и исканията на дарителите, което е характерно за църквите от южните Балкани. Редът започва с иконата на Свети Илия, представен в момента на възнесението на огнена колесница с кочияши ангели, докато хвърля мантията си на наследника си пророк Елисей. Детайли като наметалото на пророка, изобразено като разкошно палто с кожа, символ на статуса на балканските търговци, също говорят за визуалната култура и произхода на зографите. След това са показани по двама светите воини и великомъченици Георгий и Димитрий, над които Христос бди в облак. Следва иконата на Възкресение Христово. Над царските двери централно място заема празничната икона Петдесетница, на който е посветена църквата. Следва иконата Възнесение Христово, а след това иконата Успение Богородично. Празничния ред завършва с икона, изобразяваща трима светци, на която са изобразени Свети Василий Велики, Свети Николай и Света Петка. Иконостасът е завършен с пирамидално подредени несигнирани фигури на апостолите, в овални медальони по шест от всяка страна, както и със сцената на Разпятието с Богородица и Свети Йоан в средата. Кръстът на страданието съдържа и символичните атрибути на евангелистите, докато на заден план са поставени копие и гъба като инструменти на страданието.

### Преносими икони
Значителна е и колекцията от преносими икони в храма. Част от нея е село на дебърските зографи, а част е внесена от царска Русия и произхожда предимно от XIX век. Сред тях се вижда сбирка от икони, произхождащи от по-стар иконостас, може би от предхождаща храма дървена църква, посветена на Свети Илия. Съдържа престолни икони на Богородица с Христос и Христос Вседържител, след това иконата на св. Йоан Предтеча, от типа крилат кефалофор, както и иконата Възнесение на св. пророк Илия, която характерно обобщава различни разкази от живота на светеца. Първият е свързан с аскетизма и живота в пустинята, а вторият е моментът на възнесение в огнена колесница. Тези икони са от първата половина на XIX век.
В църквата се съхранява иконата на Свети Архангел Михаил, изобразен в образа на Божия архистратег, както и голям брой индивидуално изобразени светци, предимно от същия период. Сред руските икони са характерни две икони с по-малък формат, разделени от Разпятието на четири ъглови сегмента, в които са изобразени: Богородица с Христос, Свети Никола, Свети Архангел Михаил като войн на кон и Свети великомъченик Георги. Руска икона също е изображение на Въздвижението на Светия кръст.

## Галерия
- Надгробни паметници в двора на храма